# Stanisław Moniuszko

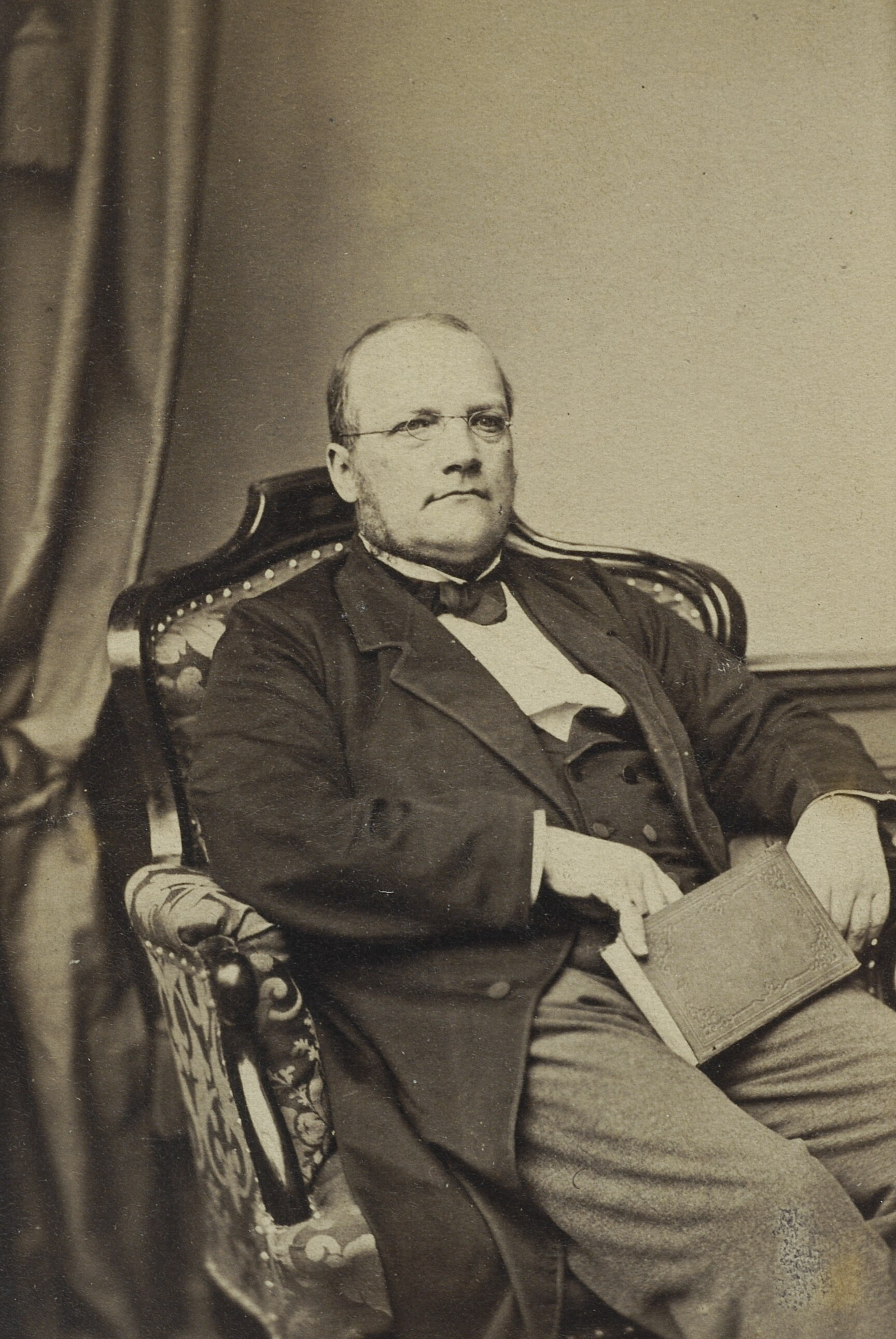
Stanisław Moniuszko, Warschau 1865

Moniuszkos Wappen, Herb Krzywda

Stanisław Moniuszko Herb Krzywda (* 5. Mai 1819 in Ubiel bei Minsk; † 4. Juni 1872 in Warschau, Kongresspolen) war ein polnischer Adliger, Komponist, Dirigent und Lehrer. Er gilt als führender polnischer Opernkomponist des 19. Jahrhunderts und wird als „Vater der Polnischen Nationaloper“ bezeichnet. Moniuszkos Werk umfasst hauptsächlich Lieder und Opern, die häufig patriotische Volksmelodien aufgreifen und die kulturellen Wurzeln Polen-Litauens widerspiegeln.  Zu seinen Nachkommen zählt der Historienmaler Jan Czesław Moniuszko, sein Sohn.

## Leben

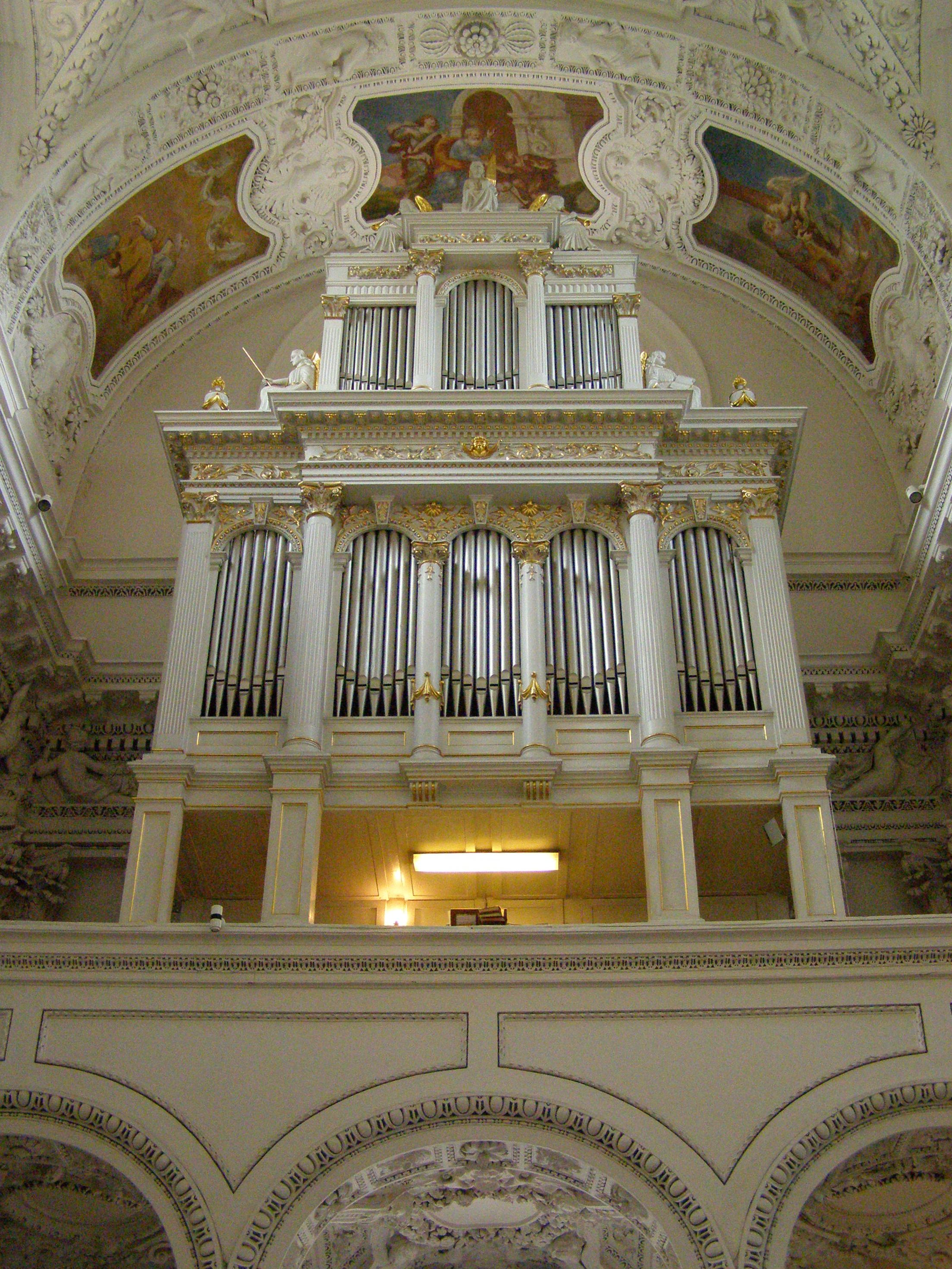
Orgel in St. Peter und Paul (Vilnius), auf der Moniuszko Jahre lang spielte

Stanisław Moniuszko wurde in eine polnisch-armenische Adelsfamilie von Landbesitzern hineingeboren und zeigte früh musikalisches Talent. Nach erstem privaten Musikunterricht bei Karl August Freyer von 1827 bis 1830 in Warschau setzte er seine  musikalische Ausbildung in Minsk fort. Von 1837 bis 1839 studierte er an der Akademie der Künste in Berlin bei Carl Friedrich Rungenhagen, dem Direktor der Sing-Akademie zu Berlin, Komposition, der ihn im Chordirigieren unterwies. In der Zeit studierte Moniuszko die Hauptwerke der klassischen Musik und deren Aufführungspraxen. In Berlin hatte er einen überraschenden frühen Erfolg, als er Drei Lieder zu Worten des polnischen Schriftstellers Adam Mickiewicz aufführte. Einige seiner Lieder, die er als Student in Berlin komponierte, wurden bei Bote & Bock veröffentlicht und von Musikkritikern positiv bewertet.

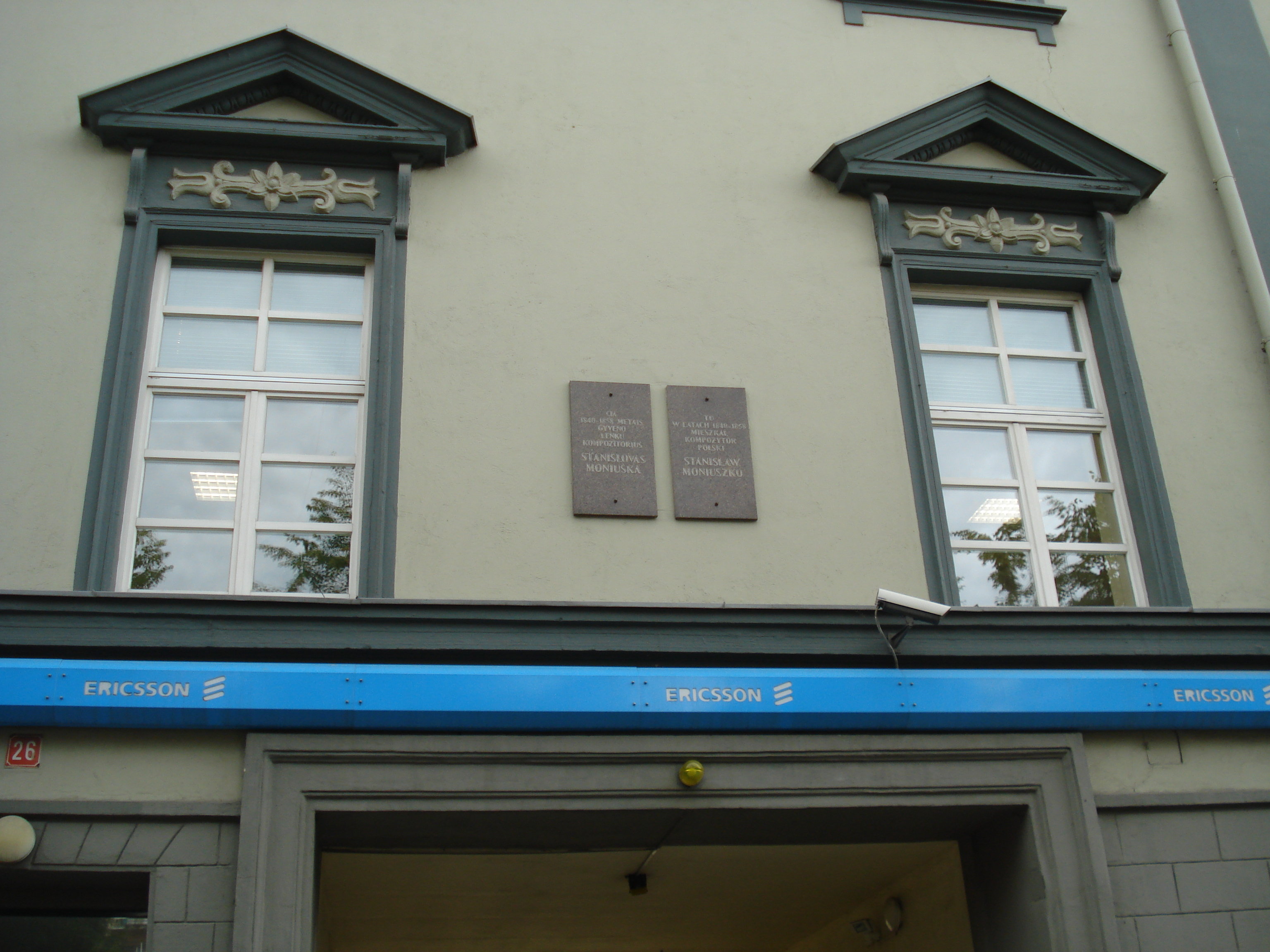
Haus in Vilnius, wo Moniuszko 1839–1858 lebte.

Nach drei Jahren Berlin kehrte er 1839 nach Vilnius zurück, um Aleksandra Müller zu heiraten. Er erwirkte dort eine Stelle als Organist und arbeitete nebenher als privater Klavierbegleiter. Oft hatte er mit finanziellen Schwierigkeiten zu kämpfen, nachdem er dank eines glücklichen Ehelebens eine Familie mit 10 Kindern ernähren musste, dazu Pflegerinnen und Diener (18 Leute täglich am Tisch). Er steuerte Großes zur Musik in der Region Vilnius bei; Bühnenaufführungen großer Chorwerke wie das Mozart-Requiem, Auszüge aus Joseph Haydns Die Schöpfung und Felix Mendelssohn Bartholdys Paulus. Und Moniuszko brachte auch bekannte Orchesterwerke von Spontini, Mendelssohn und Ludwig van Beethoven zur Aufführung.

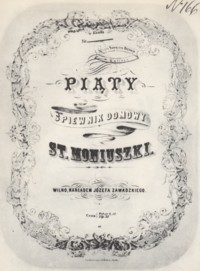
Cover d. Haus-Liederbuchs

Während dieser Zeit lernte er den Novellisten Józef Ignacy Kraszewski kennen und den Komödianten Aleksander Fredro, die sein Interesse für Dramatische Musik stimulierten. Um 1840 begann Moniuszko intensiv zu komponieren, schrieb erste Opern und andere Bühnenwerke sowie Geistliche Musik und weltliche Kantaten.
Um diese Zeit begann er eines seiner populärsten Werke, das 12-bändige Śpiewnik domowy (Haus-Liederbuch) für Klavier und Gesang, 268 Lieder zu Gedichten seiner Epoche.
Während seines Lebens reiste Moniuszko einige Male nach Sankt Petersburg, wo seine Konzerte gut ankamen. Dort zeigten Michail Glinka und
Alexander Dargomyschski große Wertschätzung gegenüber Moniuszkos Talent; Moniuszko wurde Freund Dargomyschskis und widmete ihm seine fantastische Ouvertüre Bajka. Moniuszko traf in Petersburg auf Größen wie Mili Balakirew, Mussorgski
und Alexander Serow; sein Musikstil wurde geschätzt von Hans von Bülow. Moniuszko war der Mentor des russischen Komponisten César Cui.
Entscheidend für seine Karriere war sein Besuch in Warschau 1848, wo er Jozef Sikorski, den künftigen Editor des bedeutendsten polnischen Musikjournals Ruch Muzyczny (Musikbewegung) traf, auf Oskar Kolberg sowie auf Włodzimierz Wolski (1824–1882), den polnischen Schriftsteller und künftigen Librettisten seiner bekanntesten Oper, Halka.

### Vater der Polnischen Nationaloper

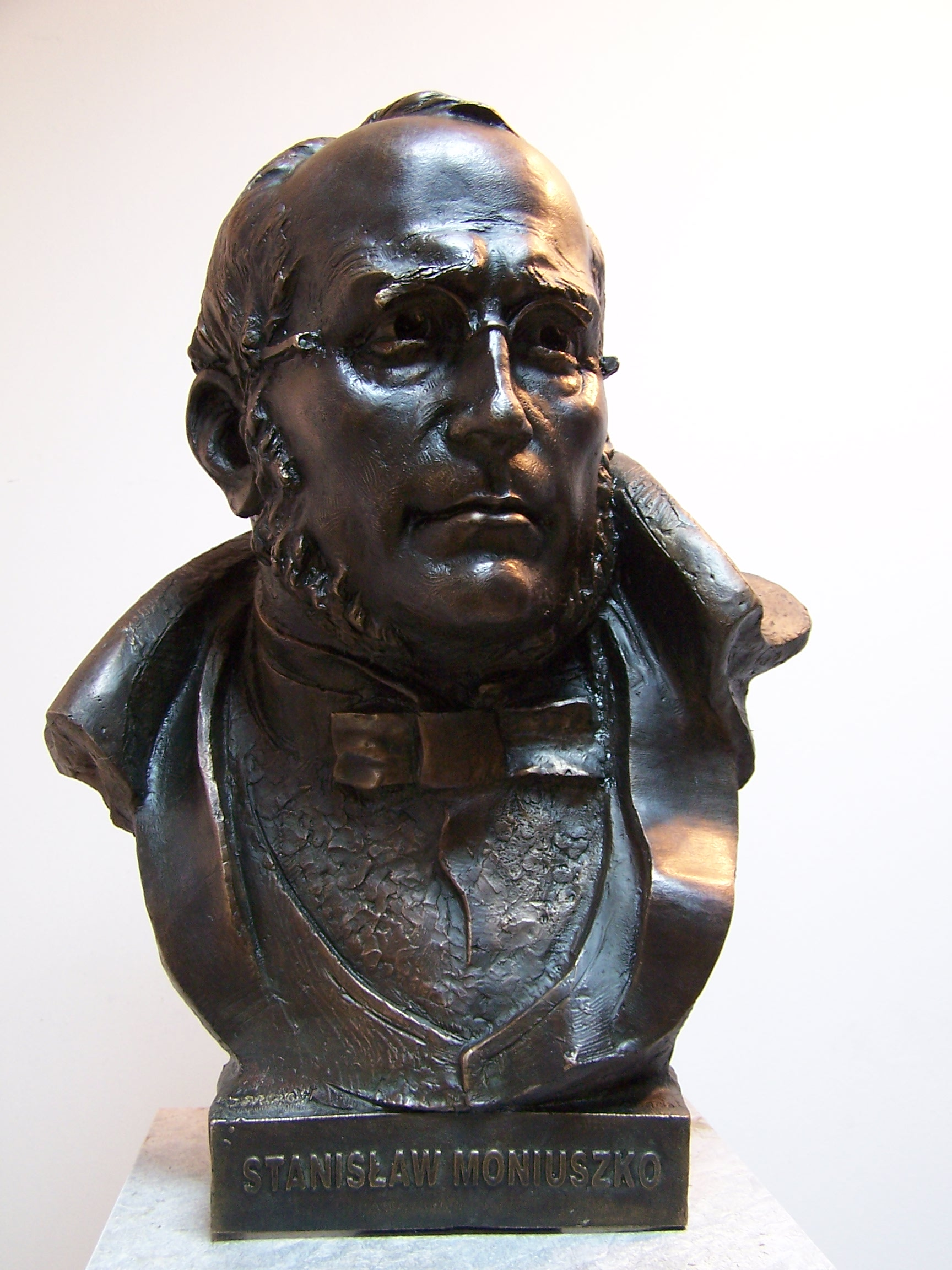
Stanisław Moniuszko-Büste

1848 dirigierte Moniuszko in Vilnius privat die Premiere der ersten Version seiner Oper Halka (Oper in 2 Akten); es brauchte 10 Jahre, bis die politischen Verhältnisse sich so beruhigt hatten, dass man sich in der Lage sah, eine unter nationalem Motto stehende Oper zur zweiten Aufführung zu bringen. Nach dem Triumph der zweiten Version von Halka (Oper in 4 Akten) der Warschauer Premiere am 1. Januar 1858, tourte er durch Frankreich mithilfe der Pianistin Maria Kalergis, wo er in Paris auf Daniel-François-Esprit Auber und Gioachino Rossini traf. Nach einem Besuch in Berlin traf er in Prag den tschechischen Nationalkomponisten Bedřich Smetana, der dort die Prager Premiere seiner Oper Halka vorbereitete. Letztlich besuchte Moniuszko auch Weimar und dort Franz Liszt.

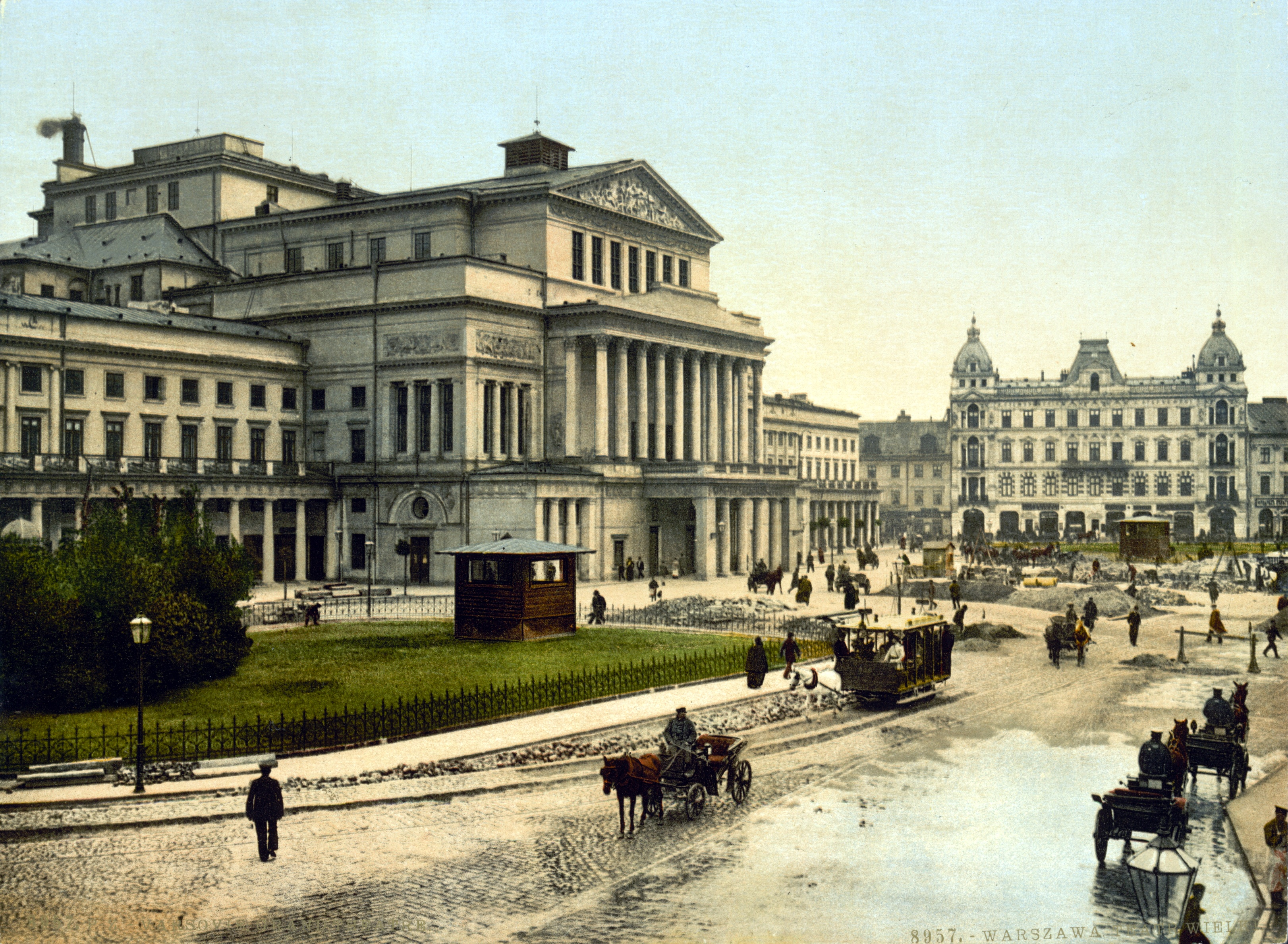
Teatr Wielki in Warschau

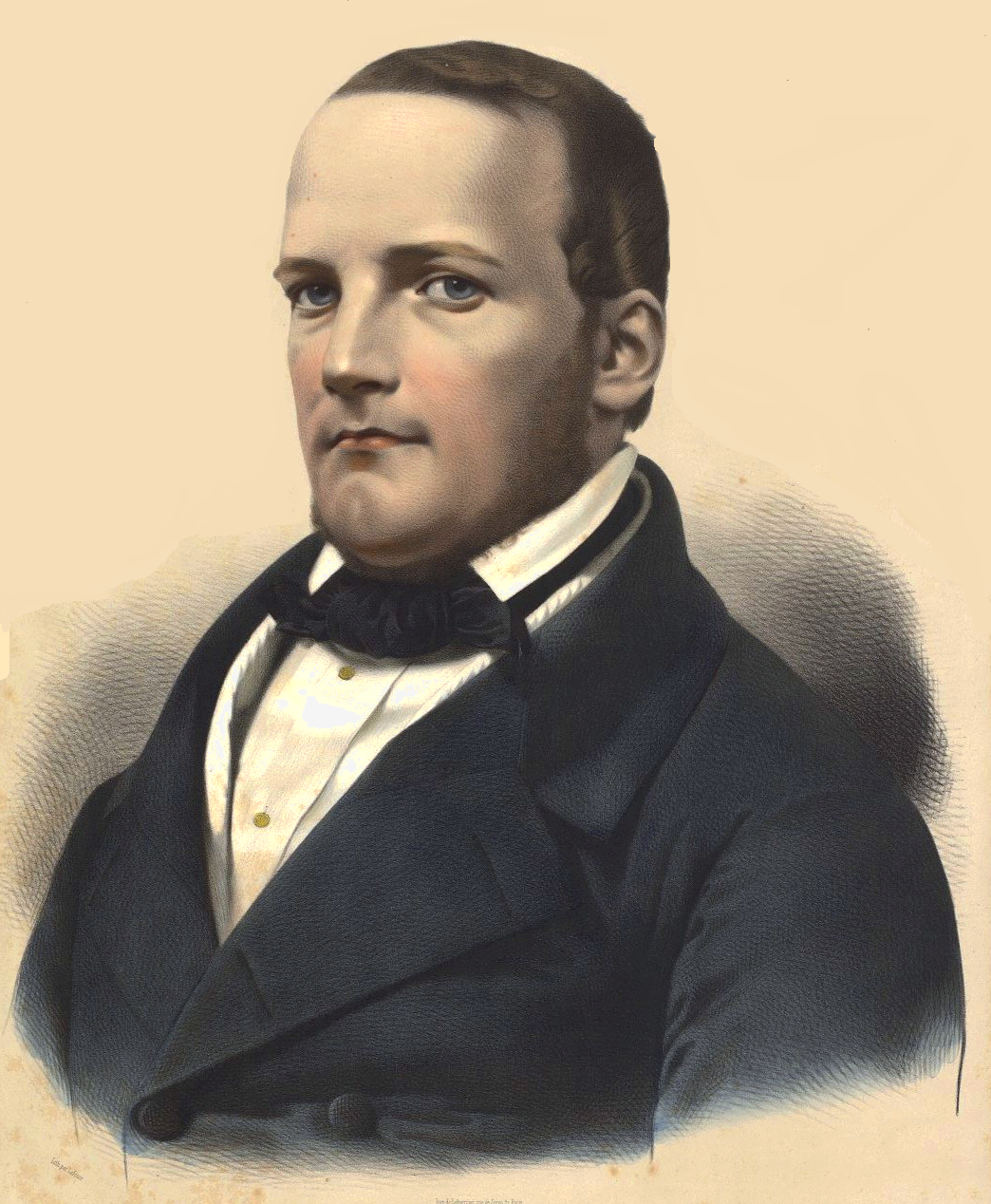
Stanisław Moniuszko

Am 1. August 1858 wurde Moniuszko in Warschau zum Chefdirigenten der Opera Narodowa (Polnische Nationaloper) im Teatr Wielki ernannt. Schon während des ersten Jahres schaffte er es, eine seiner Opern auf den Spielplan zu setzen (Flis) und dirigierte während der folgenden 15 Jahre im Amt beinahe ausschließlich eigene Kompositionen. Hoffend, dass die Pariser eine seiner Opern ins Programm nehmen, reiste Moniuszko 1862 erneut nach Frankreich. Der Erfolg blieb aus. Aufgrund des Wandels der politischen Verhältnisse im Zuge des polnischen Januaraufstands, der im Ausland unvorteilhaft für künstlerische Aktivitäten war, kehrte er früh wieder heim. 1864 begann Moniuszko am Warschauer Konservatorium Harmonik, Kontrapunkt und Komposition zu lehren und leitete dort den Chor. Seine Schüler dort waren u. a. Zygmunt Noskowski und Henryk Jarecki. 1865 erfreute sich die Uraufführung seiner neuen Oper Straszny Dwór enthusiastischer Rezeption und bewies einen Erfolg vergleichbar mit Halka. Er wurde ans Warschauer Konservatorium zum Professor für Komposition und Musiktheorie berufen.
Über den Erfolg Halkas bis hin zu seinen anderen opernhaften Werken wie 1858 Flis (Der Flößer) / 1860 Hrabina (Die Gräfin) / 1861 Verbum nobile und am wichtigsten 1865 Straszny Dwór (Das Gespensterschloss): die allgemeine Charakteristik aller dieser Werke sind Librettos, die – trotz des darstellenden Adels – polnische Bräuche und Traditionen betonen und in der Zeit des Nationalkampfes patriotische Gefühle aufrechterhielten und förderten. Den Stellenwert von Halka für die nationale Kultur belegt, dass nach der Einrichtung der polnischen Verwaltung in Breslau mit ihr im Herbst 1945 das städtische Opernhaus wieder eröffnet wurde.
Stanisław Moniuszko starb am 4. Juni 1872 an einem Herzinfarkt und wurde auf dem historisch bedeutenden Powązki-Friedhof in Warschau beerdigt.

## Musik

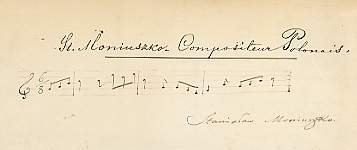
Autograph Moniuszkos von 4 Takten einer Polonaise

In Moniuszkos Grove Music Eintrag heißt es: Like Glinka in Russia, Erkel in Hungary, and Smetana in the Czech lands, Moniuszko has become associated above all with the concept of a national style in opera. Moniuszkos Opern und Musiken als Ganzes sind repräsentativ für die Romantik des 19. Jahrhunderts, in welcher der Komponist extensiv Gebrauch macht von Arien, Rezitativen und Ensembles, die eine starke Hauptrolle spielen in seinen Opern. Eine Ausnahme ist Straszny Dwór mit mehrstimmigen Chorparts. Die Melodien und rhythmischen Raster Moniuszkos entstammen oft der polnischen Folklore sowie den dazugehörigen musikalischen Formen. Dies sind sowohl Volkstänze wie Kujawiak und Krakowiak mit volkstümlichen Melodien als auch solche der gehobenen Stände wie Polonaise und Mazurka. Die bedeutendsten unter seinen Chorwerken sind die Kantaten Sonety krymskie (Krim-Sonnette) und Widma (Phantome) zu Texten von Adam Mickiewicz, dem führenden Schriftsteller der polnischen Romantik.
Seine 12-bändige Reihe Śpiewnik domowy ist quantitativ genauso bemerkenswert wie qualitativ. Obwohl viele Lieder einfach sind, überwiegend strophisch, greifen manche eine Form des Dialogs oder der Ballade auf, und die Überzahl seiner Lieder belegen Moniuszkos Originalität und melodischen Einfallsreichtum. Der Ursprung der Moniuszko'schen melodischen und rhythmischen Pattern liegen oft in der polnischen und belarussischen Musikfolklore; der größte Teil der vertonten Texte ist von prominenten polnischen Schriftstellern, von denen viele ihre Wurzeln im heutigen Belarus aufspürten, z. B.: Mickiewicz, Pol, Kraszewski, Syrokomla, Lenartowicz, Czeczot, Odyniec, Dunin-Marcinkiewicz. Viele seiner Lieder wurden überaus populär, sie nahmen den Charakter von Volksliedern an. Von Zeitgenossen wurde Moniuszko daher „der polnische Schubert“ genannt.
Eine englische Version der Oper Straszny Dwór (The Haunted Manor) wurde 1970 von Studenten der Operatic society an der University of Bristol geschaffen und uraufgeführt; diese Version wurde seitdem von der semi-professionellen britischen Opern-Company Opera South aufgeführt, besonders im Jahr 2001. Diese Company präsentierte im Jahr 2002 auch die Weltpremiere der neu geschaffenen englischen Version der Moniuszko-Oper Verbum Nobile.
Die Pocket Opera Company in San Francisco präsentierte Donald Pippin's English language version der Oper Straszny Dwór (The Haunted Manor) im Jahr 2009 und der polnischen Nationaloper Halka (Helen) im Jahr 2010.

### Wirkung und Erbe

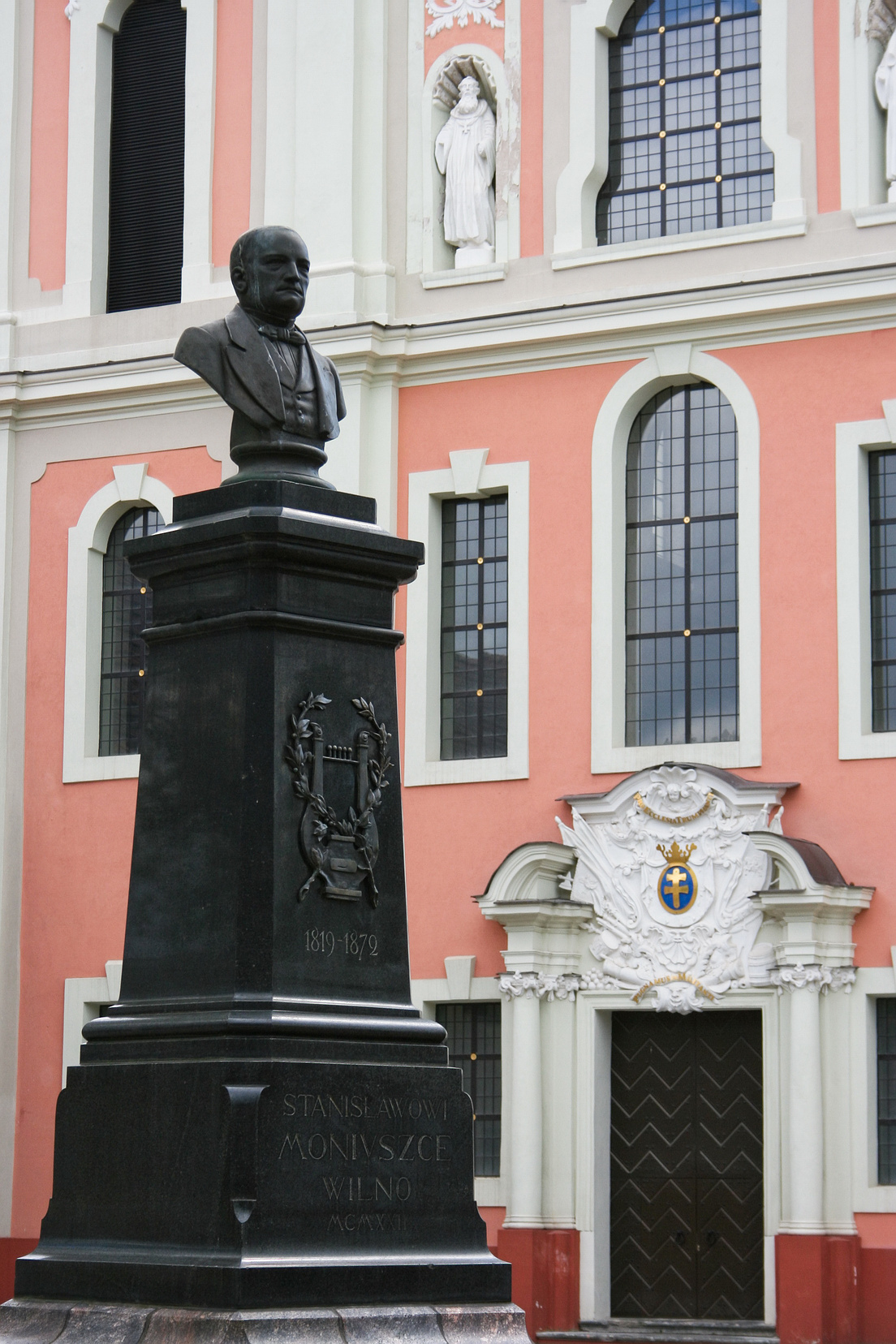
Büste von Stanisław Moniuszko in der Altstadt von Vilnius, Litauen

Stanisław Moniuszkos Beerdigungszeremonie wurde zu einem nationalen Ereignis. Bis heute ist seine Musik in Polen weit bejubelt und allgemein akzeptiert als Vorbild slawischer Musik. Von Statuen bis hin zu nach ihm benannten Parks, Musikwettbewerben, Musikgruppen,
und Musikinstitutionen – der Name Stanisław Moniuszko stellt durch die ganze polnische Gesellschaft hindurch etwas dar. Er ist auf Briefmarken abgedruckt, auf Banknoten und anderen offiziellen Dokumenten Polens.
Der Welt ist Moniuszkos Wirken kaum bekannt und dann nur als Randerscheinung –
wie viele andere polnische Künstler jener Zeit richtete sich Stanisław Moniuszko mit seinen patriotischen, hoffnungsvollen Werken primär an das eigene Volk als Reflex auf die niederdrückende Realität, dass das Vaterland durch die drei Teilungen Polens von der Landkarte Europas verschwunden war. Der von den Russen, Preußen und Österreichern straff geführten Russierungs- bzw. Germanisierungspolitik der Polen waren Künstler wie Stanisław Moniuszko deshalb ein Dorn im Auge. Es wurde Gesetz, sie nicht zu beachten, zu diffamieren oder ihre Förderung strikt zu verweigern. Die Kompositionen Moniuszkos hatten außerhalb der polnischen Gesellschaft daher kaum eine Chance, größere Beachtung zu finden, ähnlich wie die Werke des Nationaldichters Adam Mickiewicz, zu dessen Gedichten Moniuszko zahlreiche Lieder komponierte. Fryderyk Chopin dagegen hatte das Glück, polnische Motive unter der starken Originalität seiner Werke (meist Klavierkompositionen, keine Opern bzw. kaum Lieder, deren Texte hätten Anstoß erregen können) vor den wachen Augen der Teilungsmächte verstecken zu können.
Seit den 1990ern wird Stanisław Moniuszko in Belarus als wichtige Figur der belarussischen Kultur betrachtet (vor dem Hintergrund, dass Belarus als Teil der
Polen-Litauener Union von Polen stark geprägt wurde). Moniuszkos Opern werden seitdem daher am Национальный Академический Большой Театр Оперы (Belarussische Nationaloper) regulär aufgeführt und es gibt dort inzwischen das Stanisław-Moniuszko-Museum.

## Werke

### Bühnenwerke

#### Operetten
| Werk                                                                                     | Form                                                      | komponiert    | Libretto                                                                                   | Premiere                    |
| ---------------------------------------------------------------------------------------- | --------------------------------------------------------- | ------------- | ------------------------------------------------------------------------------------------ | --------------------------- |
| Biuraliści („Die Bürokraten“)                                                            | Operette in einem Akt                                     | ca. 1835      | Fryderyk Skarbek                                                                           | nicht aufgeführt            |
| Nocleg w Apeninach („Das Nachtlager in den Apenninen“)                                   | Operette in einem Akt                                     | ca. 1837–1839 | Aleksander Fredro                                                                          | Vilnius, 1839               |
| Cudowna woda („Die wundertätigen Gewässer“)                                              | Operette in zwei Akten; bis auf die Ouvertüre verschollen | 1840–1841     |                                                                                            |                             |
| Ideał, czyli Nowe Precjoza („Perfektion, oder Die Neue Prezjosa“)                        | Operette in zwei Akten                                    | ca. 1841      | Oskar Korwin-Milewski                                                                      | Vilnius, 1840               |
| Karmaniol, czyli Francuzi lubią żartować („Carmagnole, oder Der französischartige Witz“) | Operette                                                  | ca. 1840–1841 | Oskar Korwin-Milewski (nach Emmanuel Théaulon, Auguste Pittaud de Forges und Ernest Jaime) | nicht aufgeführt            |
| Nowy Don Kiszot („Der neue Don Quixote“)                                                 | Operette in drei Akten                                    | 1843          | Aleksander Fredro (nach Miguel de Cervantes)                                               | Lemberg 1849 Warschau, 1923 |
| Żółta szlafmyca („Die gelbe Schlafmütze“)                                                | Operette                                                  | ca. 1841      | Franciszek Zabłocki                                                                        | verschollen                 |
| Loterya („Die Lotterie“)                                                                 | Operette in einem Akt                                     | ca. 1842–1843 | Oskar Korwin-Milewski                                                                      | Minsk, 1843                 |
| Cyganie („Die Zigeuner“) (1860 umgearbeitet zu Jawnuta)                                  | Operette                                                  | ca. 1852      | Franciszek Dionizy Kniaźnin                                                                | Vilnius, 20. Mai 1852       |
| Beata                                                                                    | Operette in einem Akt                                     | ca. 1870–1871 | Jan Chęciński                                                                              | Warschau, 2. Februar 1872   |
| Pobór rekrutów („Die Einberufung“)                                                       | Operette                                                  | 1842          | Wincenty Dunin-Marcinkiewicz                                                               | verschollen                 |

#### Opern
| Werk                                         | Form                                               | komponiert             | Libretto                                                               | Premiere                     |
| -------------------------------------------- | -------------------------------------------------- | ---------------------- | ---------------------------------------------------------------------- | ---------------------------- |
| Halka („Helen“)                              | Oper in zwei Akten, später erweitert zu vier Akten | ca. 1847–1848 und 1857 | Włodzimierz Wolski (nach Kazimierz Władysław Wójcicki)                 | Vilnius, 1. Januar 1848      |
| Sielanka („Idyll“)                           | Oper in zwei Akten                                 | ca. 1848?              | Wincenty Dunin-Marcinkiewicz                                           | verschollen                  |
| Betty                                        | Komische Oper in zwei Akten                        | ca. 1852               | Franz von Schober (nach Eugène Scribe und Mélesville)                  | Vilnius, 20. Mai 1852        |
| Flis („Der Flößer“)                          | Oper in einem Akt                                  | ca. 1858               | Stanisław Bogusławski                                                  | Warschau, 24. September 1858 |
| Rokiczana („Der König der ärmlichen Bauern“) | unvollständig                                      | ca. 1859               | Józef Korzeniowski                                                     | nicht aufgeführt             |
| Hrabina („Die Gräfin“)                       | Oper in drei Akten                                 | ca. 1869               | Włodzimierz Wolski                                                     | Warschau, 7. Februar 1860    |
| Jawnuta                                      | Oper in zwei Akten                                 | ca. 1860               |                                                                        | Warschau 5. Juni 1860        |
| Verbum nobile („Das Ehrenwort“)              | Komische Oper in einem Akt                         | ca. 1860               | Jan Chęciński                                                          | Warschau, 1. Januar 1861     |
| Straszny Dwór („Das Gespensterschloss“)      | Oper in vier Akten                                 | ca. 1861–1864          | Jan Chęciński (nach Kazimierz Władysław Wójcicki)                      | Warschau, 28. September 1865 |
| Paria                                        | Tragische Oper in einem Prolog und drei Akten      | ca. 1859–1869          | Jan Chęciński (nach einem Trauerspiel von Casimir Delavigne)           | Warschau, 11. Dezember 1869  |
| Trea                                         | unvollständig                                      | ca. 1872               | Jan Jasiński (nach einer flämischen Legende)                           | nicht aufgeführt             |
| Nowy dziedzic („Der neue Grundherr“)         | unvollständig                                      | undatiert              |                                                                        | nicht aufgeführt             |
| Sen wieszcza („Des Sehers Traum“)            | unvollständig                                      | undatiert              | Władysław Syrokomla (nach Joseph-Bernard Rosier und Adolphe de Leuven) | nicht aufgeführt             |
| Walka muzyków („Der Kampf der Musiker“)      | unvollständig                                      | undatiert              | Wincenty Dunin-Marcinkiewicz                                           | verschollen                  |

#### Ballettmusik
- Monte Christo, nach Alexandre Dumas dem Älteren (1866)
- Na kwaterunku („On the Billet“, 1868)
- Figle szatana („Des Teufels Scherze“, 1870)
- Merry Wives of Windsor (1849), komponiert als Einlage zur Oper von Otto Nicolai

#### Theatermusik
- Kasper Hauser (1843), Melodrama von Auguste Anicet-Bourgeois und Adolphe d’Ennery. Uraufführung: Minsk, 18. November 1843
- Sabaudka („Savoyardess oder Der Mutter Segen“), Melodrama in fünf Akten von Adolphe d’Ennery und Gustave Lemoine. Uraufführung: Vilnius, 6. Mai 1845
- Hamlet. Zu William Shakespeares Tragödie. Uraufführung: Warschau, 24. März 1871
- Zbojcy („Die Räuber“). Zu Friedrich Schillers Tragödie. Uraufführung: Warschau 1870 und 1871
- Hans Mathis, Drama (1872). Vollendet von Adam Munchheimer
- Karpaccy gorale, Drama von Józef Korzeniowski

### Vokalwerke

#### Weltliche Kantaten
| Werk                              | Form                                                                             | komponiert  | Text                                                          | Premiere                    |
| --------------------------------- | -------------------------------------------------------------------------------- | ----------- | ------------------------------------------------------------- | --------------------------- |
| Milda                             | Kantate für Sologesang, gemischten Chor und Orchester                            | 1848        | Józef Ignacy Kraszewski (nach Witolorauda)                    | Vilnius, 18. Dezember 1848  |
| Nijoła Wundyny                    | Kantate für Solostimmen, gemischten Chor und Orchester                           | nach 1848   | teilweise aus Witolorauda                                     | Vilnius, 8. März 1852       |
| Florian Szary (Florian der Graue) | Ballade aus der unvollendeten Oper Rokiczana für Baritonsolo, Chor und Orchester | 1858–1859   | Józef Korzeniowski                                            | Warschau, 16. Dezember 1860 |
| Widma („Die Geister“)             | Kantate für Solostimmen, gemischten Chor und Orchester                           | vor 1859    | Adam Mickiewicz, nach Dziady („Ahnenfeier“), poetisches Drama | Warschau, 1865              |
| Sonety krymskie („Krim-Sonetten“) | Kantate (8 Sonetten für Solostimmen), gemischten Chor und Orchester              | 1867        | Adam Mickiewicz                                               | Warschau, 16. Februar 1868  |
| Pani Twardowska                   | Ballade für Solostimmen, Chor und Orchester                                      | 1869        | Adam Mickiewicz                                               | Warschau, Dezember 1869     |
| Kurmine                           | Kantate                                                                          | unvollendet |                                                               |                             |

#### Geistliche Werke
| Werk                                   | Form                                                    | komponiert | Text                                                                    | Premiere                |
| -------------------------------------- | ------------------------------------------------------- | ---------- | ----------------------------------------------------------------------- | ----------------------- |
| Litania ostrobramska Nr. 1             | Solostimmen, gemischter Chor, Orgel und Orchester       | 1843       | Latein                                                                  |                         |
| Messe in a-Moll                        | Sopran, Alt und Orgel                                   | 1848       | Polnisch (von Antoni Edward Odyniec)                                    |                         |
| Litania ostrobramska Nr. 2             | Solostimmen, gemischter Chor, Orgel und Orchester       | 1849       | Latein                                                                  |                         |
| Beerdigungs-Messe in d-Moll            | SATB und Orgel                                          | 1850       | Polnisch (von Alojzy Feliński)                                          |                         |
| Litania ostrobramska Nr. 3             | Solostimmen, gemischter Chor, Orgel und Orchester       | 1854       | Latein                                                                  |                         |
| Litania ostrobramska Nr. 4             | Solostimmen, gemischter Chor, Orgel und Orchester       | 1855       | Latein                                                                  |                         |
| Messe in e-Moll                        | 2 Soprane, Alt und Orgel                                | 1855       | Polnisch (von Antoni Edward Odyniec) oder Latein (von Achilles Bonoldi) |                         |
| Messe in Es-Dur                        | Solostimmen, gemischter Chor, Orgel und Streichquintett | 1865       | Latein                                                                  |                         |
| Messe in B-Dur „Piotrowinska“          | Solostimmen, gemischter Chor und Orgel                  | 1872       |                                                                         | Warschau, 19. Mai 1872  |
| Ecce lignum crucis / Oto drzewo krzyza | Motette für Bariton-Solo, gemischten Chor und Orgel     | 1872       | Latein oder Polnisch (von Miłosz Kotarbiński)                           | Warschau, 29. März 1872 |
| Modlitwa Panska „Ojcze nasz“           | SATB mit Orchester oder Orgel (auch a cappella)         |            | Polnisch                                                                | Warschau, 17. Juni 1859 |
| Psalm „Ne memineris“                   | Solostimmen, gemischter Chor, Orgel und Streichquintett |            | Latein                                                                  |                         |
| Psalm „Vide humilitatem meam“          | gemischter Chor, Streichquintett und Orgel              |            | Polnisch                                                                |                         |
| Requiem aeternam                       | 11 Solostimmen, gemischter Chor und Orchester           |            | Latein                                                                  |                         |

#### Lieder
mehr als 300, die populärsten auflistend:
- Chochlik (The Imp). Text von A.E. Odyniec
- Czaty (The Ambush), Ballade. Text von A. Mickiewicz. Auch als Orchesterlied
- Czarny krzyżyk (The Little Black Cross). Text von Bruno Bielawski.
- Dziad i baba (The Old Man and The Old Woman). Text von J. I. Kraszewski
- Dziadek i babka (Grandpa and Grandma). Text von P. Jankowski
- Entuzjasta (The Enthusiast). Text von J. Prusinowski
- Kozak (Cossack). Auch bekannt als Tam na górze jawor stoi
- Kum i kuma (Chums). Text von J. Czeczot
- Łzy (Tears). Text von A.E. Odyniec
- Maciek. Text von T. Lenartowicz
- Magda karczmarka (Magda, the Innkeeper). Auch bekannt als W pustej karczmie Magda siedzi, Ballade. Text von E. Sztyrmer
- Nad Nidą (On Nida River). Text von Włodzimierz Wolski
- Panicz i dziewczyna (The Young Master and The Girl). Auch bekannt als W gaiku zielonym. Text von A.E. Odyniec
- Pieśń wieczorna (The Song at Dusk). Auch bekannt als Po nocnej rosie. Text von W. Syrokomla
- Piosnka żołnierza (Soldier's Song). Auch bekannt als Już matka zasnęła. Text von J. Korzeniowski
- Polna różyczka (The Little, Field Rose). Text von J. Grajnert
- Powrót taty (Father's Return). Text von A. Mickiewicz
- Prząśniczka (The Spinner). Text von J. Czeczot. Auch als Orchesterlied
- Rozmowa (Conversation). Auch bekannt als Kochanko moja, na co nam rozmowa. Text von A. Mickiewicz
- Rybka (The Fish). Text von A. Mickiewicz
- Świerszcz (The Cricket). Text von J.N. Kaminski
- Świtezianka (The Nymph of Lake Switez). Text von A. Mickiewicz
- Tren X (Lament No. X). Auch bekannt als Urszulo moja wdzieczna. Text von J. Kochanowski
- Trzech Budrysów (Three Budryses). Text von A. Mickiewicz. Auch als Orchesterlied
- Trzy śpiewy: Niepewnosc, Pieszczotka, Sen (Three Chants: Uncertainty, Cuddlesome One, Dream). Text von A. Mickiewicz
- Wilija (Christmas Eve). Text von A. Mickiewicz
- Znaszli ten kraj (Do You Know Such Land). Text von A. Mickiewicz, nach Goethe

### Instrumentalwerke

#### Ouverturen
- Bajka (Das Märchen), 1848

#### Kammermusik
- Streichquartett Nr. 1 in d-Moll (1839)
- Streichquartett Nr. 2 in F-Dur (vor 1840)

#### Orgelwerke
- Orgelkompositionen über Kirchenlieder, u. a. Vespers und Song of Ostra Brama. Veröffentlicht: Warschau, 1862.

#### Klavierwerke
- Fraszki (Trifles). Two books. Vilnius, 1843
- Nocturne in As-Dur. Vilnius, 1846
- Mazurka in D-Dur. Vilnius, vor 1846
- Six Polonaises. Vilnius, 1846
- Polka in C-Dur. Warschau, 1851
- Polka, „Daniel“. Warschau, 1852
- Polka, „Gabriela“. Warschau, 1855
- „Spring“ Polka. Warschau, 1860
- Vilanelle in B-Dur. Warschau, 1851
- Drei Walzer. Warschau, 1852
- „Heirats“-Mazurka. Warschau, 1872
- Kolysanka (Cradle Song) in D-Dur. Warschau, 1872
- Klaviertranskriptionen der Opernfragmente und von Werken anderer Komponisten, u. a.
Six Polonaises von Michal Oginski. Warschau, vor 1858
- Original-Kompositionen und -transkriptionen für Klavierduett

#### Sinfonische Werke
- Bajka (Märchen), fantastische Ouverture (1848). Zwei Versionen. Uraufführung: Vilnius, 1. Mai 1848
- Kain, Overture (1856). Uraufführung: Sankt Petersburg, März 1856
- War Overture. Uraufführung: Vilnius, 19. März 1857
- Polonez koncertowy (Konzert-Polonaise) in A-Dur für großes Orchester (1866)
- Polonez obywatelski, Staatsbürgerliche Polonaise in F-Dur (nach 1863)

## Aufnahmen / Diskografie

### Oper
- Halka mit Woytowicz (Halka), Ochman (Jontek), Ladysz (Stolnik), Malewicz-Madey (Zofia), Hiolski (Janusz), Saciuk (Dziemba). Chœurs de la Radio-Télévision de Cracovie, Chordirektor: Tadeusz Dobrzański. Orchestre Symphonique de la Radio Nationale Polonaise, Dirigent: Jerzy Semkow. Booklet: Französisch, Polnisch, Englisch. 2 CDs Harmonia mundi France, 1973 LDC 278-889/90
- Highlights of Halka mit Hiolski, Kossowski, Nieman, Slonicka, Paprocki. Chor und Orchester der Opera Narodowa, Dirigent: Zdizislaw Gorzynski. CD Polskie Nagrania Muza, 6. April 1994
- Halka mit Hiolski, Zagorzanka, Ostapiuk, Racewicz, Ochman. Chor und Orchester des Opera Narodowa, Dirigent: Robert Satanowski. 2 CDs CPO Records, Konzertmitschnitt (aufgenommen 9/1987), 18. Januar 1995[5]
- Halka mit Solisten, Chor, Ballett and Orchester der Opera Narodowa, Dauer: 2h10m. DVD ZPR Records, 1999
- Halka mit Solisten, Chor, Ballett und Orchester der Opera Wrocławska, Dirigent: Ewa Michnik; Untertitel in pl/en/de, Dauer 2h16m. DVD DUX Records, 2006. Cat. no DVD: DUX 9538[25]
- Halka mit Borodina (Halka), Lykhach (Jontek), Buczek (Zofia) & Mariusz Godlewski (Janusz), Chor, Orchester & Ballett der Opera Wrocławska, Dirigentin Ewa Michnik. 2 CDs Dux Records, 2010, DUX0538-39[26]
- Flis mit Bidziński, Socha, Skrla, Partyka, Lewandowski, Wolski, Chor & Orchester der Schlossoper Szczecin, Dirigent: Warcisław Kunc. CD DUX Records 2011
- Hrabina mit Słonicka, Kossakowska, Kossowski, Pustelak, Sokorska. Chor und Orchester des Opera Narodowa, Dirigent: Mieczysław Mierzejewski. CD Polskie Nagrania Muza, 2004
- Verbum nobile mit Kizewetter, Pakulska, Kondella, Czekay, Kmiciewicz. Chor & Orchester der Opera Narodowa, Dirigent: Robert Satanowski. CD Polskie Nagrania Muza, 1993, PNCD 247
- Verbum nobile mit Teliga, Buczek, Skrla, Partyka, Lewandowski, Chor & Orchester der Schlossoper Szczecin, Dirigent: Warcisław Kunc, CD DUX Records 2012
- Straszny dwór mit Paprocki, Kossowski, Kawecka, Woźniczko, Kostrzewska, Kurowiak, Peter, Mariański, Łukaszek, Chor & Orchester der Poznań Opera, Dirigent: Walerian Bierdajew. LP 1954
- Straszny dwór mit Hiolski, Ładysz, Paprocki, Słonicka, Nikodem. Chor & Orchester der Opera Narodowa, Dirigent: Witold Rowicki. CD Polskie Nagrania Muza, 1992. PNCD093
- Straszny dwór mit Betley-Sieradzka, Baniewicz, Nikodem, Ochman, Hiolski, Mroz, Saciuk CD, Orchestra & Choir of the PRiTV, Kraków, Dirigent: Jan Krentz. 4 CDs Polskie Nagrania Muza, 2003. SX 0253
- The Haunted Manor / Straszny dwór mit Kruszewski, Hossa, Lubańska, Szmyt, Stachura, Nowacki, Toczyska, Macias, Tesarowicz, Zwierko, Parol, Chor & Orchester der Polnischen Nationaloper Warschau, Dirigent: Jacek Kaspszyk, 2 CDs EMI Classics, 2003
- Paria mit Skrla, Lewandowski, Hołysz, Kuk, Lampert, Chor & Orchester der Schlossoper Szczecin, Dirigent: Warcisław Kunc, 2 CDs DUX Records, 2008

### Vokal
- Canons mit Szmyt, Skaluba, Kusiewicz, Minkiewicz. CD DUX Recording Producers, 27. März 2001
- Litanies of Ostra Brama mit Galka, Lubanska, Hossa, Zdunikowski. Warsaw Philharmonic Chamber Orchestra, Dirigent: Henryk Wojnarowski. CD Accord, 5. September 2006
- Religious Songs mit Hiolski, Malanowicz, Kozlowska, Kusiewicz. CD Accord, 26. Juni 2001
- Religious Works mit Sawa, Pilewski, Malewicz, Szoslek-Radkowa, Szostek-Radkowa, Warsaw Chamber Orchestra, Dirigent: Edmund Kajdasz, CD Olympia, 4. Oktober 1993
- Śpiewnik domowy I mit Betley, Bolechowska, Fołtyn, Romańska, Rumowska-Machnikowska, Szymulska. CD Polskie Nagrania Muza, 1996. PNCD348
- Śpiewnik domowy II mit Hiolski, Ładysz, Ochman, Witkiewicz. CD Polskie Nagrania Muza, 1996. PNCD349

### Instrumental
- Opera Overtures mit Chor & Orchester des Polnischen Rundfunks Katowice; Warsaw National Philharmonic Orchestra. CD Olympia, 1993
- Overtures mit der Filharmonia Pomorska Bydgoszcz, Dirigent: Robert Satanowski. CD CPO Records, 1995
- Overtures & Dances mit der Filharmonia Krakowska, Dirigenten: Roland Bader, Koch Schwann, CD 1997
- String Quartets mit Camerata Quartet. CD DUX Records, 2007
- Новае неба Станіслава Манюшкі mit dem Classic Avantgarde Ensemble (Belarus). CD 2008
- Mazur from Act IV Straszny Dwór mit der Filharmonia Warszawska, Dirigent: Witold Rowicki, LP 1967, CD 2011